# Lars Peter Hansen
Lars Peter Hansen (Urbana, Illinois; 26 de octubre de 1952) es un economista estadounidense.
Es profesor en la Universidad de Chicago. Ha sido galardonado con el Premio Fundación BBVA Fronteras del Conocimiento 2010 en la categoría de Economía, Finanzas y Gestión de Empresas y en 2013 fue laureado con el Premio del Banco de Suecia en Ciencias Económicas en memoria de Alfred Nobel junto con Eugene F. Fama y Robert J. Shiller por sus "análisis empíricos" sobre cómo se fijan los precios de las acciones y otros activos por el comportamiento de los mercados.
Hansen contribuyó con "un método estadístico, particularmente bien adaptado, para probar las teorías racionalistas sobre la fijación del precio de los activos".

## Trayectoria
Después de graduarse de la Universidad Estatal de Utah (BS Matemáticas, Ciencias Políticas, 1974) y la Universidad de Minnesota (Doctorado en Economía, 1978) se desempeñó como asistente y profesor asociado en la Universidad Carnegie Mellon antes de trasladarse a la Universidad de Chicago en 1981. Actualmente es Profesor de Servicio Distinguido David Rockefeller en Economía y Estadística de la Universidad de Chicago. Está casado con Grace Tsiang (en chino: 蒋人瑞; pinyin: Jiǎng Rénruì), hija del famoso economista Sho-Chieh Tsiang. Su padre, Roger Gaurth Hansen, se desempeñó como rector de la Universidad Estatal de Utah y fue profesor de bioquímica.
Hansen es actualmente director y copresidente del Instituto Becker Friedman. Fue director fundador del Instituto Milton Friedman, predecesor del Instituto Becker Friedman. Con el economista Andrew Lo, Hansen lidera el Macro Financial Modeling Group, una red de macroeconomistas que trabaja para desarrollar modelos mejorados de los vínculos entre los sectores financiero y la economía real a raíz de la crisis financiera de 2008. También es coinvestigador principal de una iniciativa de investigación que estudia los costos de la incertidumbre sobre la política económica.
Es miembro de la Academia Nacional de Ciencias y de la Asociación Estadounidense de Finanzas. También es miembro de la Academia Estadounidense de las Artes y las Ciencias, miembro distinguido de la Macro Finance Society y expresidente de la Econometric Society. Es el coeditor de "Avances en Economía y Econometría" y el "Manual de Econometría Financiera". Es uno de los fundadores de la Sociedad de Econometría Financiera (SoFiE).
Es el coganador de la Medalla Frisch con Kenneth Singleton en 1984, fue galardonado con el Premio Erwin Plein Nemmers en Economía en 2006, y el Premio CME Group-MSRI en Aplicaciones Cuantitativas Innovadoras en 2008. Tiene doctorados honorarios de la Universidad Estatal de Utah y cátedras honoríficas de HEC Paris y la Universidad del Pacífico otorgado en 2015. El 22 de mayo de 2016, Hansen recibió un título honorífico de Colby College en Waterville, Maine.

## Contribuciones
Hansen es conocido por el desarrollo de la técnica econométrica del método de los momentos generalizado (GMM por sus siglas en inglés) y ha escrito y es coautor de muchas obras en las que analiza campos de la economía con este sistema (economía laboral, economía internacional, finanzas y macroeconomía). Este método ha sido ampliamente reconocido donde el principio máxima verosimilitud es inaplicable. Con varios coautores como Kenneth J. Singleton, Scott F. Richard y Robert Hodrick, Hansen aplicó GMM para estudiar modelos de valoración de activos, identificando y aclarando dilemas empíricos donde los datos financieros y económicos del mundo real estaban en desacuerdo con los modelos académicos prevalecientes. 
Junto con Ravi Jagannathan, creó una fórmula para la magnitud del exceso de rendimiento por unidad de riesgo de una inversión, sustituyendo al Ratio de Sharpe. Este resultado se conoce como el límite de Hansen-Jagannathan.
Ha explorado cómo los modelos que incorporan ambigüedades, creencias y escepticismo de consumidores e inversores pueden explicar los datos económicos y financieros y revelar las consecuencias a largo plazo de las opciones de política. Hansen, Thomas J. Sargent y sus coautores han desarrollado recientemente métodos para modelar la toma de decisiones económicas en entornos en los que la incertidumbre es difícil de cuantificar. Exploran las consecuencias para los modelos en mercados financieros y caracterizan entornos en los que las creencias de los actores económicos son frágiles. Sargent y Hansen fueron los autores de Robustness, que explora las implicaciones de una sólida teoría de control para el modelado macroeconómico cuando el que toma las decisiones es escéptico de la capacidad de cualquier modelo estadístico para capturar cómo las decisiones están vinculadas a los resultados.
Recientemente Hansen ha trabajado en estudiar las diferencias entre riesgo e incertidumbre (conocida como incertidumbre knightiana) para medir el riesgo sistemático, su papel en la crisis financiera de 2008 y cómo debería contenerse durante el período posterior a la crisis financiera". Gran recuperación de la recesión. Con frecuencia habla públicamente sobre la necesidad de abordar la incertidumbre en el proceso de formulación de políticas.
Sus contribuciones y sus intereses de investigación actuales se describen en una entrevista de diciembre de 2015 que aparece en ''The Region'', una publicación del Banco de la Reserva Federal de Minneapolis.

## Escritos seleccionados
- Hansen, L.P. and J. Borovička, “Term Structure of Uncertainty in the Macroeconomy,” in “Handbook of Macroeconomics,” Vol. 2, Part 2., eds. J.B. Taylor, H. Uhlig., December 2016.
- Hansen, L.P., J. Borovička and J. Scheinkman “Misspecified Recovery,” Journal of Finance, March 2016.
- Hansen, L.P. and Sargent, T.J. Uncertainty Within Economic Models. World Scientific Publishing 2014.[6]
- Hansen, L.P. "Uncertainty Inside and Outside Economic Models" (Nobel Lecture)[7]
- Hansen, L.P. and Sargent, T.J. Recursive Models of Dynamic Linear Economies. Princeton University Press 2013.
- Hansen, L.P. and Sargent, T.J. Robustness Princeton University Press 2007.
- Hansen, L.P. "Challenges in Identifying and Measuring Systemic Risk," in Brunnermeier, M.K. and Krishnamurthy, A.: Risk Topography: Systemic Risk and Macro Modeling,] September 2012.
- Hansen, L.P. "Generalized Methods of Moments: A Time Series Perspective," in International Encyclopedia of the Social and Behavior Sciences, 2000.
- Hansen, L.P., (1982), "Large Sample Properties of Generalized Methods of Moments Estimators" in Econometrica, Vol. 50, page 1029-1054, where he proposed the GMM-procedure.
- Hansen, L.P., Sargent, T.J., (2008). Robustness. Princeton University Press.
- Hansen, L.P., Sargent, T.J., (2013). "Recursive Models of Dynamic Linear Economies." Princeton University Press.

- Hansen, L. P.; Jagannathan, R. (1991). "Implications of Security Market Data for Models of Dynamic Economies". Journal of Political Economy. 99 (2): 225–262. doi:10.1086/261749.
- Hansen, L. P.; Singleton, K.J. (1982). "Generalized Instrumental Variables Estimation of Nonlinear Rational Expectations Models". Econometrica. 50 (5): 1269–86. doi:10.2307/1911873. JSTOR 1911873.
- Hansen, L.P.; Hodrick, R.J. (1980). "Forward Exchange-Rates As Optimal Predictors of Future Spot Rates - An Econometric-Analysis". Journal of Political Economy. 88 (5): 829–853. doi:10.1086/260910.
- Hansen, L.P.; Sargent, T.J. (1980). "Formulating and Estimating Dynamic Linear Rational-Expectations Models". Journal of Economic Dynamics & Control. 2 (7–46): 1980. doi:10.1016/0165-1889(80)90049-4.
- Hansen, L.P.; Heaton, J.C.; Li, N. (2008). "Consumption Strikes Back? Measuring Long-Run Risk". Journal of Political Economy. 116 (2): 260–302. doi:10.1086/588200.
- Hansen, L.P.; Sargent, T.J. (2007). "Recursive Robust Estimation and Control without Commitment". Journal of Economic Theory. 136 (1): 1–27. doi:10.1016/j.jet.2006.06.010.

- Datos: Q1386049
- Multimedia: Lars Peter Hansen / Q1386049